# Rajiv van La Parra
Rajiv van La Parra (* 4. Juni 1991 in Rotterdam) ist ein niederländischer Fußballspieler. Er spielt auf der Position des Stürmers.
Sein Ligue-1-Debüt gab er 19. Juni 2008 gegen Le Havre AC. Zur Saison 2011/12 wechselte van La Parra zu SC Heerenveen.

## Leben
Der in den Niederlanden geborene Van La Parra ist surinamischer Abstammung und wurde nach dem indischen Premierminister Rajiv Gandhi benannt, der zwei Wochen vor seiner Geburt ermordet wurde. Er ist der Halbbruder der Fußballspieler Georginio Wijnaldum und Giliano Wijnaldum, von denen ersterer A-Nationalspieler der Niederlande wurde. Er ist der Cousin von Giovanni Drenthe und Royston Drenthe, die für Suriname bzw. die Niederlande spielten.

## Karriere

### Caen
Van La Parra stammt aus dem Jugendverein von Feyenoord, gab allerdings am 8. November 2008 sein Debüt bei dem französischen Ligue-1-Klub Caen, nachdem er dort im Juni 2008 einen Vierjahresvertrag unterschrieben hatte. Als Grund für seinen Wechsel nannte er das Karrierepotential in Frankreich.
In seiner ersten Saison kam der Rechtsaußen positionierte Van La Parra nur zu zwei Einsätzen in der ersten Mannschaft von Caen, die am Ende der Saison abstieg. Trotz des Abstiegs kam Van La Parra beim Wiederaufstieg in die erste Liga nur zu acht weiteren Einsätzen, erzielte aber am 5. April 2009 gegen Guingamp sein erstes Tor in der ersten Mannschaft. Während dieser Spielzeit kam er stattdessen in der zweiten Mannschaft von Caen zum Einsatz, die in der französischen Amateurmeisterschaft spielte.

### SC Heerenveen
Im Sommer 2011 wurde sein Vertrag aufgelöst und er kehrte auf der Suche nach einem neuen Verein in die Niederlande zurück. Nach einem erfolglosen Probetraining bei AZ Alkmaar unterschrieb er am 30. August 2011 einen Einjahresvertrag beim SC Heerenveen, der in der Eredivisie spielt. Nachdem Van La Parra in seiner Debütsaison in 26 Spielen sechs Tore erzielt hatte, entschied sich Heerenveen, einen Vertrag für weitere zwei Jahre zu unterschreiben. In diesen zwei Jahren kam Van La Parra auf 94 Spiele (darunter auch in der Europa League) und 16 erzielte Tore.

### Wolverhampton Wanderers
Sein Vertrag in Heerenveen lief im Sommer 2014 aus, nachdem er einen neuen Vertrag abgelehnt hatte. Am 10. Juni wurde bekannt gegeben, dass er für drei Jahre zum englischen Erstligisten Wolverhampton Wanderers wechseln würde. Sein Debüt gab er im ersten Spiel am 10. August 2014 gegen Norwich City, wo er Man of the Match war. Sein erstes Tor für die Wolves erzielte er am 13. Januar 2015 im FA-Cup gegen den FC Fulham. Sein erstes Ligator erzielte er am 14. März 2015 bei einem 1:1-Unentschieden gegen Brighton & Hove Albion, wo er am 26. November selben Jahres einen Leihvertrag bis zum 2. Januar 2016 unterzeichnete.

### Huddersfield Town
Nach einigen Spekulationen unterschrieb Van La Parra am 11. März 2016 für den Rest der Saison auf Leihbasis beim Championship-Klub Huddersfield Town, wo er im Sommer mit einem Dreijahresvertrag fest verpflichtet wurde. Sein Debüt für die Terriers gab er am 19. März beim 4:1-Sieg im West-Yorkshire-Derby gegen Leeds United in der Elland Road. Am 27. August erzielte er beim 1:0-Sieg gegen seinen ehemaligen Verein Wolves im Kirklees Stadium sein erstes Tor.

### Spätere Karriere
Am 31. August 2019 unterschrieb Van La Parra einen Dreijahresvertrag beim serbischen Klub Roter Stern Belgrad und wechselte für 1,2 Millionen Euro von Huddersfield Town.
Am 16. November 2020 unterschrieb Van La Parra ablösefrei einen Einjahresvertrag bei UD Logroñés in der spanischen Segunda División. Nach vier Spielen für die Mannschaft wurde Van La Perras Vertrag am 31. Januar 2021 aufgelöst.
Van La Parra wechselte am 1. Februar 2021, einen Tag nach seiner Entlassung bei Logroñés, ablösefrei zum Bundesligisten Würzburger Kickers.